# Boulevard Montmartre an einem Wintermorgen
Das Gemälde Le Boulevard Montmartre, matin d’hiver (Boulevard Montmartre an einem Wintermorgen) ist ein 1897 entstandenes Gemälde von Camille Pissarro und zeigt den Boulevard Montmartre in Paris. Es stammt aus einer Zeit, in der sich der Maler vom Impressionismus und der pointillistischen Maltechnik bereits wieder entfernt hatte. Das Bild gehört zu einer Serie, die mit 14 Arbeiten den Pariser Boulevard Montmartre in verschiedenen Jahreszeiten und in unterschiedlichem Licht zeigt. Heute ist es Bestandteil der Sammlung des New Yorker Metropolitan Museum of Art, an das es 1960 als Geschenk der Kunstsammlerin Katrin S. Vietor in der liebenden Erinnerung an ihren Mann Ernest G. Vietor kam.

## Geschichte und Bildinhalt
Nachdem Pissarro in der ländlichen Idylle im nordwestlich von Paris gelegenen Éragny in Einklang mit dem in der Zeit unter Künstlern verbreiteten anarchistisch beeinflussten Glauben an ein ländliches Ideal immer wieder Landschaften ohne die Zutaten der industrialisierten Welt malte, zog es ihn wieder nach Paris. Pissarro litt in jenen Jahren an einer Augenkrankheit, die ein Arbeiten im Freien einschränkte, sodass er seine Stadtansichten des Boulevards vom Fenster seines Zimmers im damaligen Grand Hotel de Russie aus malte. Pissarro schrieb an seinen Sohn Lucien, er glaube, dass sein Galerist und Kunsthändler Paul Durand-Ruel an einer Serie mit Pariser Stadtansichten Interesse haben könnte, zumal sich Bilderserien von Claude Monet, wie beispielsweise die Heuschoberserie, bestens verkaufen ließen.
Das Gemälde hat das Format 64,8 × 81,3 cm und ist in der Technik Öl auf Leinwand ausgeführt. Signatur und Datierung befinden sich links unten: C. Pissarro. 97. Es zeigt in einer perspektivischen Komposition den Boulevard mit einem Fluchtpunkt im oberen linken Drittel der Bildfläche. Dabei beschreibt die Straßenführung einen leichten Bogen nach links. Zahlreiche Figuren, Kutschen und Omnibusse bevölkern die winterliche Szenerie der Stadt. Der niedrige Straßenbaumbestand an Platanen zeigt, dass die Pflanzung noch nicht lange zurückliegt, Paris wurde Mitte des 19. Jahrhunderts komplett umgestaltet. Die Fensterreihen der einheitlichen Fassadenelemente, die mit Kiosken und Litfaßsäulen möblierten Trottoirs und mittig angeordnete Straßenlaternen vermitteln in diesem Gemälde einen distanzierten perspektivischen Überblick auf die perfekte urbane Metropole der Zeit von dem erhöhten Standpunkt des Malers aus. Ein hellgrauer, locker bewölkter Himmel taucht die Stadtansicht in ein helles diffuses Licht.